# 愛国者達 (架空の組織)
- メタルギアシリーズ > メタルギアシリーズの用語一覧 > 愛国者達 (架空の組織)

愛国者達（あいこくしゃたち）は、コナミが発売しているゲーム「メタルギアシリーズ」に登場する架空の組織。本項ではその前身にあたる賢者達（けんじゃたち）についても記述する。

## 概要
アメリカ合衆国を政治・経済・軍事などあらゆる面から支配する組織。極秘の存在で徹底的な情報統制が敷かれているため、体内にナノマシンがある者は言語規制で「愛国者達」という単語を聞こうとすると強制的に「らりるれろ」という言葉に置き換えられる。

## 関係者
伝説の兵士ザ・ボスの遺志を実現するために東西冷戦下のアメリカで誕生した組織であり、創始メンバーはザ・ボスの暗殺に関与した特殊部隊FOXの隊員とその関係者である。

### 創始メンバー
ゼロ / デイビット・オウ（1909年8月12日-2014年）
「FOXHOUND」の前身「FOX」の初代指揮官で、当時の階級は少佐。スネークイーター作戦成功の後に「ザ・ボスの遺志」を独自に解釈し、それを実現するために「愛国者達」を創設した。彼女の弟子であるビッグ・ボスを英雄に祭り上げ、各界の有力者を引きつけて「愛国者達」の影響力を高めることに尽力した。「ザ･ボスの遺志」の解釈の違いなどによりビッグ・ボスと対立し始め、組織の象徴を永遠のものにするためにビッグ・ボスのクローンを作成する「恐るべき子供達計画」を考案した。
ザンジバーランド騒乱の後、ビッグ・ボスの英雄性を「愛国者達」の象徴に据えるためにナノマシンで人工的な脳死状態にして、その体を保存していた。だが、それ以前にてMSFマザーベース崩壊と同時期に副官スカルフェイスによって寄生虫に感染させられ痴呆症状が一気に加速し、「ガンズ・オブ・ザ・パトリオット事件」の頃には加齢と脳の障害で動くことも話すことも出来ないほどに身体機能が低下して廃人と化しており、すでに「愛国者達」の制御は5つのAIに引き継がれていた。AIが破壊された後、ビッグ・ボスの手によって生命維持装置を停止させられ息を引き取る。
ビッグ・ボス / ネイキッド・スネーク（1935年-2014年）
スネークイーター作戦成功の後、師である「ザ・ボスの遺志」を成し遂げるためにゼロと「愛国者達」を創設した。だが「恐るべき子供達計画」に反対しゼロと袂を分かって「愛国者達」を離脱し、国境なき軍隊 (MSF) 、ダイアモンド・ドッグズ (DD)、アウターヘブンを創設。1995年のアウターヘヴン蜂起、1999年のザンジバーランド騒乱と二度にわたって「愛国者達」に対する蹶起を行った。但し、ダイアモンド・ドッグズ設立とアウターヘブン蜂起はBIGBOSSのファントムとなったもう1人のBIGBOSS、エイハブの手によるものだったことが『MGSV』で明かされている。
ザンジバーランド騒乱後はゼロのナノマシンによって人工的な脳死状態にさせられていたが、ビッグ・ママと雷電の手によって肉体を回収されていた。欠損した箇所はリキッド・スネークとソリダス・スネークの体によって補われ、AI「J・D」の崩壊によってナノマシンの活動が停止したことで蘇生に成功する。変異型FOXDIEの拡散を止めるために自殺を図ったソリッド・スネークの前に現れ、新型FOXDIEが変異型を駆逐したことを伝えた。
その後は「愛国者達」の発案者であるゼロの生命維持装置を停止し、スネークに戦いをやめて自らの人生を生きるように伝えるとスネークの新型FOXDIEによって静かに息を引き取った。ゼロと彼の死を最後に、「愛国者達」の創設者はすべてこの世を去った。
パラメディック / クラーク（1936年6月22日-2003年）
ヴァーチャスミッション及びスネークイーター作戦時には、ネイキッド・スネークの医療支援担当として作戦に参加していた。若い頃は変わり者ながらも思慮深い善人だったが、「愛国者達」設立後は「恐るべき子供達計画」やグレイ・フォックスのサイボーグ化計画に携わるなど非人道的な計画を複数も担当した。また、絶滅した声帯虫を復活させた張本人でもあり、それを利用していたスカルフェイスの死後は資料や声帯虫を回収するべく暗躍していたとされる。ナオミは彼女の事を「彼」と呼んでいたが、これは籍を移したATGC社においては本人の希望により詳細なプロフィールが伏せられており、自身も人前に出る機会が少なかったのでナオミ本人も詳細を知らなかった為であるとされている（小説版では「彼女」に訂正されている）。オセロット、EVA、ナオミ・ハンターの支援で脱出したグレイ・フォックスに殺害されている。なお、家族構成は両親と兄が2人いる。
『メタルギアソリッド3』（以下、MGS3）で彼女に無線をするとビッグ・ボスのクローンを作ることを意図した発言を聞くことができる。
シギント /ドナルド・アンダーソン（1939年11月11日-2005年）
武器や装備品のアドバイザーとしてスネークイーター作戦に参加していた。分散型ネットワークARPAネット（現在のインターネットの原型）の構築に参加し、後にDARPA局長となった。ゼロが病によってサイファーの指揮を退いた後、その代理となるA.Iネットワークの開発に着手、ゼロの意思を反映した「規範」によって運営するというシステムを確立する。そのA.Iの管理プロジェクトに「愛国者達」と名付けて組織の運営をシステムに委任、自身はその管理に徹していた。
「シャドー・モセス事件」ではメタルギアREXの視察に訪れていたところを蜂起したFOXHOUNDによって監禁され、拷問の失敗に偽装してオセロットに殺害される。この頃になるとゼロ本人は何もできない状態なので、ゼロ側で動ける愛国者の創始者は彼の死を以って全滅した。
『MGS3』で彼に無線通信をすると、二足歩行戦車のコンセプトを否定した発言やメタルギアとみられるものが引き起こした悲劇的な夢を見た事を語るが、彼は後にメタルギアREXの開発計画に加わることになる。
EVA / ビッグ・ママ（1936年5月15日-2014年）
中国人民解放軍のスパイであり、スネークイーター作戦で行うはずだった「賢者の遺産」の奪取に失敗して国を追われる。その後、再会したビッグ・ボスとともに「愛国者達」のメンバーとなる。
「恐るべき子供達計画」で自ら望んでビッグ・ボスのクローン「ソリッド・スネーク」「リキッド・スネーク」の代理母となり2人を出産する。ビッグ・ボスが「愛国者達」に反旗を翻して逃亡した後は「ビッグ・ママ」を名乗って「愛国者達」へのレジスタンス運動を率いた。ガンズ・オブ・ザ・パトリオット事件の際に、ソリッド・スネークと行動を共にして激しい戦闘に巻き込まれ息を引き取ったが、直接的な死因はオールド・スネーク（ソリッド・スネーク）から感染した新型FOXDIEによるものだった事がビッグ・ボスにより明らかになる。
リボルバー・オセロット / リキッド・オセロット（1944年6月6日-2014年）
ソ連のGRU少佐で、ヴァーチャス・ミッションでビッグ・ボスに出会ってから心酔するようになる。実はシリーズ中一貫して「愛国者達」ではなく常に彼のために様々なスパイ活動を行っていた。「シャドー・モセス事件」「ビッグ・シェル占拠事件」「ガンズ・オブ・ザ・パトリオット事件」では最終的にはゼロの居場所を見つけだし、代理AIを破壊して人工的な脳死状態で幽閉されていたビッグ・ボスを解放することがオセロットの目的だった。
『メタルギアソリッド2』『メタルギアソリッド4』では、腕を移植したリキッド・スネークに操られているかのような言動を見せていたが、実際は「愛国者達」を混乱させるために催眠やナノマシンの作用によってリキッドに人格を乗っ取られたふりをしていた。ソリッド・スネークによる「愛国者達」のAI「J・D」の破壊を見届けた後、アーセナルギア級潜水艦アウターヘイブンの艦橋上でスネークとの最後の決闘を行い、新型FOXDIEにより死亡するまでビッグ・ボスへの忠義を貫いた。

### MGS
グレイ・フォックス / ヌル / フランク・イェーガー
ビッグ・ボスの片腕としてFOXHOUNDやアウター・ヘブンの設立に尽力する。ザンジバーランド騒乱後に「愛国者達」にビッグ・ボスと共に捕らわれて、クラークによる人体実験の被験者にされ、サイボーグへと改造されてしまう。その後、オセロットに救出されてクラーク博士を殺害する。シャドー・モセス事件ではソリッド・スネークを援護し、リキッド・スネークの乗ったメタルギアREXとの戦闘で死亡する。
ジム・ハウスマン
シャドー・モセス事件発生当時は国防総省長官。恐るべき子供達計画の協力者。愛国者達の創設に関わったパラメディック、シギントとの親交が深く、米国地下施設での実験を許可した。恐るべき子供達計画ではパラメディックに対して、「優性」であるリキッド・スネークを要求したが、米国に来たのは「劣性」であるソリッド・スネークであった。
シャドーモセスではメタルギアREXの開発と新型核弾頭の模擬演習実施を陰で主導していた。
シャドー・モセス事件後、事件での暴挙により全責任を被せられ「愛国者達」の意向を受けたエイムズによって逮捕・拘束される。その後は自らが全責任を被る事を拒否した為に自殺に見せかけて暗殺された。

### MGS2
ソリダス・スネーク
シャドー・モセス事件の頃には大統領ジョージ・シアーズとして愛国者達の下で活動していた。事件後に大統領を辞任し、「愛国者達」の手による暗殺から逃れるために地下へと潜伏する。
2009年4月、テロリスト集団「サンズオブリバティ」を率いて蜂起する。その目的は「愛国者達」による統制から解放された自由を手に入れることだった。
ファットマン
ソリダスが大統領時代に創設した対テロ特殊部隊「デッド・セル」のメンバーだが、ビッグ・シェル占拠事件の際には、師匠であるスティルマンとの決着をつける機会を設けることを条件に「愛国者達」に協力していた。
リチャード・エイムズ
DIA少佐でありながら、実際は「愛国者達」の一員であった。「シャドー・モセス事件」の際には、別れた妻であるナスターシャ・ロマネンコの自宅からロイ・キャンベル大佐に秘密裏に指示を出していた。なお事前にキャンベルの娘のメリルをシャドー・モセス島に派遣させ人質として利用しキャンベルが指示に従うよう仕向けてもいた。その後、「愛国者達」の望まぬ形で事を解決しようとしたジム・ハウスマン国防長官を彼らの意向で拘束し、最終的には自殺に偽装して暗殺している。
ビッグ・シェル占拠事件の時点では大佐に昇格し、シークレットサービスを装ってジェームズ・ジョンソン大統領を監視していた。「シャドー・モセス事件」の際に、命令に逆らって元妻のナスターシャ・ロマネンコの命を助け、極秘データを渡した。その後ナスターシャが出版した「シャドー・モセスの真実」においてそれが掲載されたため、「愛国者達」との関係が悪化していたとされている。オセロットにナノマシンの操作によってペースメイカーを停止され死亡。
ジェームズ・ジョンソン大統領
「愛国者達」の意向に沿うことでアメリカ合衆国大統領にまで登りつめ、歴代の大統領と同じく、実行した政策は全て「愛国者達」からの指令によるものだった。ビッグ・シェル占拠事件の際には「愛国者達」が行った演習の存在を察知し、最期まで「愛国者達」の「駒」として役割を果たした。本人は「愛国者達」のメンバー入りを望み一時はソリダス達に協力したが、ソリダス達の目的が「愛国者達」の破壊であることを知り決裂している。
オルガ・ゴルルコビッチ
ロシア人私兵部隊指揮官セルゲイ・ゴルルコビッチの娘。父のあとを継いで部隊の指揮官となったが、「愛国者達」に子供を人質に取られて協力を強いられ、家族同然と感じていた部隊を犠牲にビッグ・シェル占拠事件の調整役として活動させられた。ビッグ・シェル事件で雷電を助けたサイボーグ忍者（ミスターX）の正体は彼女であり、これも彼女に与えられた役割だった。
ローズマリー
『MGS2』、『MGS4』に登場する。「愛国者達」の命令を受けて雷電に近づいた下級工作員だったが、本当の恋人となり「愛国者達」とは決別する。

### MGS4
ラットパトロール・チーム01
彼らのチーム名は「RATPT01→PATR10T（PATRIOT=愛国者）」というアナグラムであり、実際は「愛国者達」の掌中で踊らされていた事をエンディングでドレビンが説明した。その事実は隊員のメリル・シルバーバーグ達も最後まで知る事はなかった。
ドレビン
銃器のID管理を無効化して売りさばく武器洗浄屋「ドレビン」の一人・893番目。グリーンカラー（戦争経済で生活する者）を自称し、スネークに対しては、あくまでもビジネスライクな関係を装っていた。実際は幼少期から神の抵抗軍に所属し、その後「愛国者達」に拾われ教育を受けた戦争孤児である。スネークらをサポートしたのも「愛国者達」の指示によるもので、旧型ナノマシンの抑制用ナノマシンに新型FOXDIEを混入、ソリッド・スネークに注射し、リボルバー・オセロット、ビッグ・ママ、ビッグ・ボスを抹殺するという命令を受けていた。しかしその実行によって、結果的にスネークの体内にあった変異型FOXDIEの拡散は阻止される事となった。「愛国者達」の消滅後は、世界中のドレビン達をまとめ「ドレビンズ社」を設立した。
サニー・ゴルルコビッチ / サニー・エメリッヒ
オルガの娘。出産後すぐに「愛国者達」に捕らえられ、オルガを操る為の人質にされる。彼女が裏切ったりS3計画のキーパーソンである雷電が死亡した場合は抹殺される予定だったが、オルガが内心はどうあれ「愛国者達」の指示に従い、雷電もソリダスとの戦いを制し生き残ったため、事務的かつ惰性的に生かされる。その後、物心つく年になると「愛国者達」の構成員にすべく英才教育を受けるが、亡きオルガの意を汲んだ雷電に救出されスネークやオタコンの元で保護され彼らと行動を共にするようになる。プログラマー及びハッカーとしての天才的な素質を発揮してその能力でスネーク達を助け、最終的にはナオミから託されたデータとエマのワームを元に代理AIを破壊するFOXALIVEを完成させた。「愛国者達」が消滅した後も、スネークやオタコンと共に生活を送っている。当初はオタコンはサニーの高すぎる素質などから外の世界に出すことを不安視していたものの、「愛国者達」の消滅もあって最終的にはサニーに外の世界で生きることを促した。小説版ではメリルとジョニーの結婚式に現れた地元の少年と結婚する事になっている。
『メタルギア ライジング リベンジェンス』の時点では正式にオタコンの養子となり、サニー・エメリッヒになっている。

### MGSPW
CIPHER（サイファー）
工作員のパシフィカ・オーシャンを平和を愛する少女パス・オルテガ・アンドラーデとしてビッグ・ボスの下へ送り込んだ。
ゼロ少佐を仄めかす隠語（サイファーはヒンディー語でゼロを意味する）であり、「愛国者達」の設立された当初の名前だった。

### MGSV: GZ
キャンプ・オメガ駐留部隊
キューバの南端にある米軍基地「キャンプ・オメガ」に駐留している米軍の部隊。形式上は他の米軍部隊と同じく統合参謀本部の下に位置しているが、実際にはCIPHERの傘下で不審者と見なした人物を軍民関係なく「敵性戦闘員」の名目で、東西両陣営を超えた世界規模で拉致し、難民キャンプと称する収容施設に押し込め、際限の無い拷問を含めた尋問を各国の諜報機関と共同で行っていた。サイドオプスではミラーから「ブラックサイト」と形容され、同基地に潜入するも身柄を拘束されたMSFの潜入員は彼を救出したビッグ・ボスに「西側に亡命した東側の人間を現地の諜報機関が拉致し、東側へ引き渡している」「尋問する側が一つではなく、各国の諜報機関員がいた」「世界各国の機密事項を共有し、自分達に手を出せないよう保険にしている」との証言をしている。また、サイドオプスではこれらの独走行為について統合参謀本部が調査員を送るが消息を絶ち、MSFに調査依頼をしてようやく詳細な情報を掴む。海兵隊によるキャンプ・オメガへのヘリボーンでの制圧作戦が実行されるが、証拠隠滅を図った攻撃機によって空爆されて基地ごと焼き尽くされた。なお、これについても先の潜入員は「基地のお偉方は既に察知して離脱しており、何も知らない下っ端の兵士と敵性戦闘員だけが残されている」と証言している。

### MGSV: TPP
XOF
表向きはCIA直轄の対テロ特殊部隊だが、その正体は「サイファー」の実働部隊である。元々はFOXの活躍を支援するためにゼロ少佐が創った非正規部隊であり、FOXのメンバーやザ・ボスにもその存在は伏せられていた。ビッグ・ボスがゼロから離反した後はスカルフェイスの指揮下でサイファーの実働部隊として活動していた。
ゼロ少佐の思想に反発したスカルフェイスの指揮でビッグ・ボスを襲撃する。この一件でゼロ少佐によりスカルフェイスと共にアフリカへ左遷されたが、スカルフェイスはXOFを私物化した。
スカルフェイスの死後も活動を続けており、『蝿の王国』でヴェノム・スネークと対決しているが、その後の動向は不明。
スカルフェイス
XOFの指揮官である、全身が火傷でただれて髑髏のような顔を持つ男。元々はハンガリー語圏の北トランシルヴァニア地方の小さな村の出身で、ハンガリーのソ連占領前に空襲で焼け出された上に全身火傷を負ってしまった。その後、ソ連によるスパイ狩りに便乗して空襲の原因となった者たちや勢力を全滅させると西側に亡命し、SAS時代のゼロ少佐と合流した。
以後はゼロ少佐の副官（eXecutive Officer＝XO）となり、FOX創設時はその裏方となるXOFの指揮官として『スネークイーター作戦』の支援を任されていた。しかしサイファーの創設後、ゼロによるザ・ボスの遺志の解釈とそれを実現する為の構想に反発して叛旗を翻す。独断でビッグ・ボスの国境なき軍隊を壊滅させたほか、寄生虫によってゼロに脳障害を引き起こさせるなど、サイファーや『愛国者達』の有り様に大きな禍根を残した。
サイファーによる統制と支配に対抗するべく、アフリカでの内戦やソ連のアフガニスタン紛争に乗じて独自の活動を続けていたが、ヴェノム・スネーク率いるダイアモンド・ドッグズとの戦いに敗れて死亡する。

## AIネットワーク「愛国者達」
ビッグ・ボスが離反した後にゼロが造り上げた、5つの代理AIから構成されるネットワーク。ビッグ・ボスの離反という出来事によって人間不信に陥ったゼロが「愛国者達」という存在を永遠に安定、持続させる為に創り上げた。代理AIの役割は、ゼロ少佐の意志である「思想・意識の統一化により完成する統一世界」の実現のために、政治・経済・文化などのあらゆる領域における統制を達成することだった。そのために、代理AIは予算の算術分配などを通じて米国社会のあらゆる領域の支配・管理を行った。そのため、代理AIはいつしか米国の「規範」を作り出す存在になった。しかし、時代の流れとデジタル化の加速は、代理AIが個人の発する情報とその伝播を押さえることを不可能とさせた。デジタルの加速は、代理AIの目的とする「思想・意識の統一化」という目的を阻害する要因だったのである。そこで、代理AIは、一計を案じた。それは、ナノマシンを通じて、個人に与えられる情報を制限し、個人の思想・行動を無意識下でコントロールすることにより、個人から愛国者達の意に反する情報を発しないようにさせ、また、愛国者達の意に反する行動をさせないようにするプログラムの開発である。それが、ビッグ・シェル占拠事件で明らかになったS３計画である。代理AIは、ビッグ・シェル占拠事件におけるS3計画の最終演習を通じて「人の無意識を統制することによる人間の精神と行動の制御」という手法を確立する。だが、そうして作出されたプロセスは、ゼロが理想とした「思想・意識を統一化することによる争いのない世界」の実現ではなく、人間の精神をコントロールすることで戦争のビジネス化を成功させた「戦争経済」を作り出し、世界中に争いの種を拡散していくことになった。
「J・D」（ジョン・ドゥ）
「愛国者達」を形成するAIネットワークの頂点であり最高意思決定を司るAI。衛星軌道上のデブリ帯に軍事衛星のひとつとして擬装されながら周回していた。
通常核兵器などの大量破壊兵器は一般兵器の統御機構である「SOPシステム」とは別に、それよりも上位の命令系統としてJ・Dによる直接管理が為されており、たとえ何らかの手段をもってSOPシステムに介入が出来たとしても、それによって無断で核発射などは出来ず、J・Dの有る限り核兵器自体に干渉する事も出来ない。
このJ・Dを頂点として、その統制下には「G・W」「T・J」「A・L」「T・R」という4つのAIが置かれていたが、G・Wはソリダス・スネークによるビッグ・シェル占拠事件に伴い投棄されたため、それ以降は3つのAIによって世界経済、政治、法律、規範、文化、ライフライン等の管理を行っていた。しかしG・Wは後にリキッド・オセロットによって回収・修復され、あらかじめネットワーク内のヘイブンに侵入させられていた（G・Wは元々ネットワークと繋がったAIの一つとして開発された為に、ネットワーク内に存在してもシステム側からは認識できなかった）。
J・D以外の4つのAIには、ラシュモア山に彫られた4人のアメリカ合衆国大統領から採られたイニシャルで名称が付けられている。
「G・W」→初代大統領 ジョージ・ワシントン（George Washington）
「T・J」→第3代大統領 トーマス・ジェファーソン（Thomas Jefferson）
「A・L」→第16代大統領 エイブラハム・リンカーン（Abraham Lincoln）
「T・R」→第26代大統領 セオドア・ルーズベルト（Theodore Roosevelt）
「J・D」は人名では無く、「名無しのジョン」という意味合いで身元不明の男性の死体に名付けられる名称、ジョン・ドゥ（John Doe）が由来となっている。かつて、ビッグ・ボスはパラメディックから本名を尋ねられた際「ジョン・ドゥ」と名乗って答えをはぐらかしたことがあった。
また、G・Wが機能を停止した際には別のAIが「愛国者達」の代弁者として雷電に語りかけているが、これが最上位のJ・Dなのか他の3つのAIの内の一つなのかは語られていない（脚本段階では予備のAI「J・F・K」（ジョン・F・ケネディ）とされている）。この時AIが姿を借りていた「大佐」は、人類を「適切に管理しなければならない存在」として見下していた。

## 賢者達
賢者達は第一次世界大戦後にアメリカ合衆国、革命直後のロシア、中華民国の三国の権力者が構成した組織である。賢人会議と呼ばれる12人が中心であったとされる。この12人こそが当初「愛国者達」の中心メンバーと目されていた偽のデータのメンバー達であり、表向きは「愛国者達」は彼ら賢人会議によって管理されていると関係者にも知らされていたが、上記の通り実態は全く異なっている。既に死んでいる彼らと「愛国者達」に直接の関係はない。後にロシアがソビエト連邦、中華民国が中華人民共和国へと取って代わられると、その構成者達も所属を替えた。
第二次大戦中に三国は協力し「賢者の遺産」と呼ばれる資金を捻出したが、大戦終了後にヴォルギンの父の暗躍によりソ連が独占し、三国間に不和をもたらした。この資金の奪取のため、アメリカは「スネークイーター作戦」を実行する。ザ・ボス、ネイキッド・スネーク、オセロットの活躍によってヴォルギン大佐が所持していた賢者の遺産の半分はアメリカへとわたった。
1970年にジーンがFOXを率いて叛乱を起こす。その混乱に乗じて賢者達の記録を所持するCIA長官はリボルバー・オセロットによって殺害されて賢者達は壊滅した。この事件により賢者の遺産はゼロの元へと渡り、愛国者達を設立する資金源となった。

### 関係者
ザ・ボスとその父
スネークイーター作戦においてネイキッド・スネーク（後のビッグ・ボス）に「賢者の遺産」と愛銃のパトリオットを渡し、息を引き取った。EVAによって彼女が真の愛国者という事を知り、ビッグ・ボスとゼロ少佐が彼女の遺志をそれぞれ違った解釈で受け継ぐようになる。ザ・ボス自身も「愛国者達」の元となった組織「賢者達」のメンバーの娘であった。また、一時期彼女は賢者達のスパイ訓練施設で教官をしていたことがある。
ヴォルギンの父
「賢者の遺産」のマネーロンダリングを担当し、第二次大戦終戦直後の混乱に乗じて全てをソ連に渡るように工作した。彼の死後にヴォルギン大佐はそれを不法相続し、グロズニィグラード建設の資金とした。
外観から表の顔はソ連軍の将校と思われる。また、ヴォルギンのミドルネーム「ボリソヴィッチ」から推測する限り、本名はボリスである模様（スラブ圏の男性が○○ヴィッチのミドルネームを持つ場合、それは「○○の息子」を意味している）。
ジーン
最高の司令官を作り出すための「相続者計画」により産み出された兵士であり、ザ･ボスをモデルとしている。1970年にオセロット、ゼロと結びサンヒエロニモ半島にて蜂起した。
ビッグ・ボスによるアウターヘヴン、ザンジバーランドの2度にわたる蹶起は、ジーンから受け継いだ遺産が資金源となっている。
CIA長官
ヴォルギンの所持する賢者の遺産を回収するため、ヴァーチャスミッション及びスネークイーター作戦を立案した。
サンヒエロニモ半島事件の際には、賢者達のリストを保護し核シェルターへの避難を図るが、ゼロの命を受けたオセロットに殺害された。
中国の賢者達の残留員
劇中では直接登場しないが、EVAの話の中に登場する者達。賢者達が誕生した当時、その一角を成していた中華民国の影の実力者達がルーツ。国共内戦や第二次世界大戦（日中戦争）を経て資本主義国の中華民国は台湾へと追いやられ、中国本土は共産主義国の中華人民共和国が抑えるが彼ら自身はしぶとく生き残り、少なくとも1964年時点ではEVAの属する中国人民解放軍総参謀部第二部を動かせるだけの力を有していた。賢者の遺産をソ連のヴォルギンがほぼ独占し、一部はKGBに確保され、さらにアメリカが遺産の確保に乗り出す中、介入して遺産を手に入れようとEVAを派遣する。しかし、期待に反してEVAは遺産の確保に失敗し、さらに自らの命令ではなくザ・ボスの願いを優先してネイキッド・スネークを殺さなかったため、人民解放軍から追放した。
その後の去就は不明だが、中国では1960年代後半から文化大革命の嵐が吹き荒れたため、賢者の遺産を手に入れられなかった彼ら自身が力を保持し続けた可能性は低い（1970年のサンヒエロニモ半島事件に際して、中国すなわち彼らの介入は無い）。

## 愛国者達の消滅
ソリッド・スネークや雷電達、そしてビッグ・ボスの手によって愛国者達が消滅した後、世界は変革の時を迎えた。これまで愛国者達の手で統制されていた情報は誰もが自由に見られるようになり、それをどのように活用するのもまさに自由となった。その最たる例がサイバネティック技術の実用化である。
これまで日の目を見なかった技術は愛国者達の作った檻から解き放たれるや、高性能義肢を生み出す中心技術へと発展してゆく。そしてそれは事故や病気で四肢を欠損した障害者の回復どころか、戦場で負傷して手足を失い、戦うことの出来なくなった兵士や傭兵にとっては、まさしく再雇用への道であった。手術費やメンテナンス費は決して安くはなかったものの、これによって多くのサイボーグ化された兵士や傭兵が生まれ、それまで生身の兵士や彼らが操縦する機械の兵器が闊歩する戦場へと投入されていった。
こうした愛国者達消滅に伴う「情報の自由」と「サイバネティック技術の発展」は、かつてソリダス・スネークが抱いた「愛国者達の統制から解放され、自由を手に入れる」という彼の願いが、違った形で実現したこととも言える。
しかし、情報統制やそのためならば実力行使も厭わない愛国者達という存在の消滅によって、『MGR』のデスペラード・エンフォースメント・LLCのような無法者が強大な力を容易に手に入れる土台も生まれており、愛国者達消滅後の世界は全体規模ならともかく部分的には「よりひどい状態」へと悪化しているのも事実である。実際、雷電がデスペラード社の関連企業の犯罪被害者を救う一件は、見方を変えれば「愛国者達の元被害者にして、愛国者達を倒した当事者である雷電が、その結果誕生した新興勢力の被害者を救う」という、どこか皮肉の混じったものである。
なお、情報統制が失われたことで愛国者達に属していた人間の個人情報も自由に閲覧できるものとなった可能性があるが、ローズマリーやサニーの様な組織との決別を選んだ者に対しての報復は起こっていない。また、ドレビンの様に愛国者達消滅後の世界に適応し、あらたな居場所を見出した者もいる。